# 韓文 (萬曆進士)
韓文（1548年11月11日—？年），字原質（元質），號彬菴。直隸常州府無錫縣（今屬江蘇省無錫市）人，明朝政治人物。

## 歷任
早年為監生，治書經。萬曆七年（1579年）己卯科南直隸鄉試取中第四十八名舉人，萬曆十四年（1586年）丙戌科會試三百九名，登三甲第七十三名。工部观政，本年任江西豐城縣知縣。官品端潔，重士撫民，修築城埽。二十年考察調簡，調博平縣，二十四年升工部主事，二十七年升员外郎，升南京户部郎中，二十九年官至建昌府知府。三十二年考察致仕。

## 家族
曾祖韓道深；祖父韓松；父韓璥。母蔣氏。永感下。弟韩诗、韩表。